# こびとのおつかいもの
こびとのおつかいもの(Die Geschenke des kleinen Volkes, KHM 182)は、『グリム童話』に収録されている作品である。

## あらすじ
ある仕立て屋とある金細工職人が旅をしていた。あるとき、丘にさしかかると小人達がダンスを踊っていた。
輪の中央の大きな老人に促され彼らも混ざっていく。彼らが踊っていると突然その老人が2人を捕らえて髪と髭を剃り落とした。老人に石炭を持って帰れと合図されたので、ポケットに詰めて帰ると、翌朝には金に変わっていた。
背中にこぶのある金細工師は次の晩にも、小人の所へ行って踊り、石炭を袋に詰めて帰るが、翌朝になっても石炭のままで、前日の金も石炭に戻っていた。ふと気がつくと背中のこぶと同じものが胸にも付いており、一生仕立屋の世話になって暮らすこととなった。